# Kamenovanje
Kamenovanje je pogubljenje kamenjem koje su kao posebno tešku i sramnu smrtnu kaznu poznavali skoro svi narodi u starom vijeku (Egipćani, Perzijanci, Židovi, Grci, Rimljani i Gali). Kamenovanjem se kažnjavalo npr. ubojstvo roditelja, veleizdaja domovine, preljub.
Smaknuće se obično izvodilo izvan grada simbolizujući tako isključenje kažnjenika iz zajednice. Kamenje su bacali svi prisutni, a gomila kamenja pod kojom je krivčev leš smatrala se mjestom prokletstva.
Javno kamenovanje se i danas izvršava po šerijatskim zakonima nekih muslimanskih zemalja, kao što su Saudijska Arabija, Jemen, Pakistan, Sudan i Somalija.

## Vanjske poveznice
|  | Zajednički poslužitelj ima još gradiva o temi Kamenovanje |